# 어나라
어(魚)는 서주와 춘추 시대 초기 때 주나라의 작은 제후국이다. 그 옛 터가 어복(魚復, 현재의 충칭시 펑제현 바이디성)에 있다.

## 역사
주 성왕 때 어나라 사람이 낙읍(洛邑)의 회맹에 참석했다. 춘추 시대에 용나라의 속국이 되었다. 기원전 612년, 초나라가 용나라를 멸망시키자 그 틈을 타 파나라가 어나라를 멸망시켰다.